# 大乱闘スマッシュブラザーズ SPECIAL
『大乱闘スマッシュブラザーズ SPECIAL』（だいらんとうスマッシュブラザーズ スペシャル、欧米版タイトル：Super Smash Bros. Ultimate）は、任天堂より2018年12月7日に世界同時発売されたNintendo Switch用対戦アクションゲーム。

## 概要
大乱闘スマッシュブラザーズシリーズの第6作。「Nintendo Direct 2018.3.9」にて発売決定が発表され、「Nintendo Direct E3 2018」にてタイトル・発売日・詳細などが発表された。『大乱闘スマッシュブラザーズ』のTwitter公式アカウントのハッシュタグ等では「スマブラSP」という略称が使われている。
2019年11月には世界売上1571万本に達し、海外報道にて格闘ゲームで世界売上1位だった『ストリートファイターII』の累計売上を超えて、世界で最も売れたファイティングゲームになったとされた（『スマブラ』は格闘ゲームのアンチテーゼをコンセプトとしてジャンルを対戦アクションゲームとしているが、欧米では対戦アクションゲーム・対戦格闘ゲームともにジャンル名は"Fighting"である）。
シリーズ全作品の概要に関しては「大乱闘スマッシュブラザーズシリーズ」を参照。また、本記事では、「初代」は『ニンテンドウオールスター!大乱闘スマッシュブラザーズ』、「DX」は『大乱闘スマッシュブラザーズDX』、「X」は『大乱闘スマッシュブラザーズX』、「for」は『大乱闘スマッシュブラザーズ for Nintendo 3DS / Wii U』、「for 3DS」は『大乱闘スマッシュブラザーズ for Nintendo 3DS』、「for Wii U」は『大乱闘スマッシュブラザーズ for Wii U』を指す。
オンライン対戦における「切断バグ」と呼ばれる行為が続出したため、2024年10月9日に異例のアップデートが行われた。

### 開発経緯
企画書の草案は2015年の12月で、前作『for Nintendo 3DS / Wii U』の追加ダウンロードコンテンツの製作がまだ続いていた時点で既に企画されていた。企画の候補は「（従来のシリーズと）ガラリと別物にする」と「いままでの延長線上にする」の2つの案があり、前者の案だと参戦ファイターの縮小などを招くと共にまだ路線変更の時ではないと判断したことと、前作に引き続きバンダイナムコスタジオが開発することが決まって開発体制やノウハウがそのまま受け継げる事となった事から、後述の「全員参戦」が出来るとしたら今しかないと判断した結果、後者の案が採用されたとしている。
前作『for』と同様に、新規キャラクターの参戦を告知するムービーが用意され、Nintendo DirectやE3などのイベントで公開、配信されている。インクリングの参戦ムービーは本作の発売決定の告知ムービーも兼ねており、映像の途中でロゴマークが出現することによって初めてスマブラの告知であると判明するという演出になっている。しずえやジョーカーなどのムービーでも冒頭の十字演出を省くことで同様の演出を行っている。ムービーのプロット制作および監修は桜井ディレクターが行い、CGパートの制作は前作の参戦ムービーと同様に株式会社デジタル・フロンティアが、監督は同社の下澤洋平が担当している。例外的にホムラ/ヒカリの参戦ムービーに関しては原作の開発元であるモノリスソフトが制作と監修を行っている。
また、勇者以降のダウンロードコンテンツの追加ファイターは、桜井ディレクター自身がファイターを解説する「○○のつかいかた」という動画が配信されている。ジョーカーのみPVが作成されて、勇者以降このような形になったのは「勇者のつかいかた」にて「予算がない」と直球で回答している。
収録は基本的に専用のスタジオで行われているが、ミェンミェン以降の動画は撮影時期に起きた新型コロナウイルス感染症（COVID-19）の流行により、ミェンミェン、スティーブ/アレックス、ホムラ/ヒカリの回は桜井の自宅で自撮りされた。「〇〇のつかいかた」の制作はガスコイン・カンパニーが担当している。セフィロスとカズヤ、ソラに関しては再びスタジオ収録だったが、こちらはソーシャルディスタンスに配慮して今までより大きなスタジオを使ったとセフィロスのつかいかた冒頭で語っている。